# Campionato del mediterraneo di scherma 2024
Il Campionato del mediterraneo di scherma del 2024 ("2024 Mediterranean Fencing Championships") è stato organizzato dalla Confederazione europea di scherma e si è svolto a La Nucia in Spagna dal 3 al 4 febbraio.
Nella categoria "cadetti" del fioretto hanno trionfato l'iberico Sam Kim Yuom, che ha sconfitto in finale il connazionale Manuel De La Cal Almendariz, e l'italiana Greta Saioni, che ha battuto all'ultimo incontro l'iberica Serena Mazin Gonzalez.
Nella categoria "cadetti" della spada hanno vinto l'iberico Rayan Rami Rozpide, che ha battuto in finale l'italiano Niccolò Intartaglia, e l'iberica Alejandra Rodriguez Vicente, che ha sconfitto la connazionale Lucia Abajo Salcedo.
Infine, nella competizione di sciabola della categoria "cadetti" hanno vinto il titolo mediterraneo, l'iberico Adrian Roman Blanque, che ha sconfitto il turco Toprak Altincekiç, e l'italiana Flavia Astolfi, che ha battuto l'iberica Lucia Jimeno Mora.
Nella competizione maschile a squadre la prima squadra della nazionale spagnola ha prevalso nella finale contro la seconda squadra della Spagna, con l'Italia che si è aggiudicata il bronzo, mentre nella competizione femminile a squadre la nazionale italiana ha vinto contro la prima squadra della Spagna, con la seconda squadra della Spagna sul gradino più basso del podio.

## Podi

### Cadetti

#### Uomini
| Specialità  | Oro                                                  | Argento                                                                  | Bronzo                                          |
| Individuali |                                                      |                                                                          |                                                 |
| Fioretto    | Sam Kim Yuom                                         | Manuel De La Cal Almendariz                                              | Djibril Mbaye Luca Guidi                        |
| Spada       | Rayan Rami Rozpide                                   | Niccolò Intartaglia                                                      | Angel Temo Oriol Espi Fontelles                 |
| Sciabola    | Adrian Roman Blanque                                 | Toprak Altincekiç                                                        | Matteo Ottaviani Jose Antonio De Andres Jimenez |
| A squadre   |                                                      |                                                                          |                                                 |
| Mista       | Sam Kim Yuom Rayan Rami Rozpide Adrian Roman Blanque | Manuel De La Cal Almendariz Jaime Echaniz Rodriguez Oriol Espi Fontelles | Djibril Mbaye Alexandro Merli Matteo Ottaviani  |

#### Donne
| Specialità  | Oro                                        | Argento                                                             | Bronzo                                                           |
| Individuali |                                            |                                                                     |                                                                  |
| Fioretto    | Greta Saioni                               | Serena Mazin Gonzalez                                               | Maria Francesca Prenna Susana Garcia Martinez                    |
| Spada       | Alejandra Rodriguez Vicente                | Lucia Abajo Salcedo                                                 | Julia Rueda Molinero Francesca Aina                              |
| Sciabola    | Flavia Astolfi                             | Lucia Jimeno Mora                                                   | Laia Martin Hernandez Henar Valverde Mate                        |
| A squadre   |                                            |                                                                     |                                                                  |
| Mista       | Francesca Aina Flavia Astolfi Greta Saioni | Lucia Jimeno Mora Serena Mazin Gonzalez Alejandra Rodriguez Vicente | Lucia Abajo Salcedo Susana Garcia Martinez Laia Martin Hernandez |

## Medagliere
| Pos.   | Nazione | Oro | Argento | Bronzo | Totale |
| ------ | ------- | --- | ------- | ------ | ------ |
| 1      | Spagna  | 4   | 4       | 7      | 15     |
| 2      | Italia  | 2   | 1       | 5      | 8      |
| 3      | Turchia | 0   | 1       | 0      | 1      |
| Totale | Totale  | 6   | 6       | 12     | 24     |